# 窯業技術支援センター
窯業技術支援センター（ようぎょうぎじゅつしえんセンター）とは、栃木県芳賀郡益子町にある公設試験研究機関。
「益子焼」などの栃木県県内にある窯業、陶業の振興と、後継技術者の育成と、窯業技術者への技術支援を図るための機関である。
正式名称は「栃木県産業技術支援センター 窯業技術支援センター」。
益子焼の後継技術者を育成するための民間組織である「益子陶器伝習所」から始まり、益子町運営の「益子町立陶器伝習所」となり、窯業に関わる技術研究や試験も行う「益子町立陶器試験所」、そして栃木県運営の「栃木県窯業指導所」と変遷し、現在は「栃木県産業技術支援センター」の所属機関である「窯業技術支援センター」として運営されている。
伝統工芸品である益子焼などの栃木県窯業技術後継者を育成するための「伝統工芸品産業後継者育成事業」を軸として、「とちぎの器交流館」での窯業に関わる技術試験や研究、技術相談、技術交流も行い、施設及び技術試験機器の利用（有料）、技術相談や技術試験依頼（有料）も受け付けている。

## 業務概要

### 後継者育成
栃木県の伝統的な地場産業である「益子焼」や「小砂焼」や「みかも焼」、その他、栃木県内で陶磁器を制作する窯業後継者を育成する「伝統工芸品産業後継者育成事業」を行う。

#### 伝習生
将来、栃木県内で窯業に従事しようとしている人が対象。定員は10名。年齢は無制限。但し、趣味で陶芸を学びたいだけの人は入所出来ない。その選別のために試験を経て、特に面接では｢職業として陶芸を学ぶ選択したこと｣の本気度が重視され、窯元の後継者や、既に益子町や栃木県内へ移住してきた人たちが主に合格し入所する。
一年間で轆轤成形技術を中心に、釉薬の扱い方、焼成方法などの基本的な陶芸の知識や技術の習得を目指す。「土練り」から始まり、轆轤技術を中心とした基礎的な課題作品の製作を行う。受講料は無料である。
一年目の研修生は慣習的に「伝習生」と呼ばれている。

#### 研究生
一年間の伝習生を卒業した後に「研究生」となり、一年間、更なる轆轤形成技術の向上や、釉薬の配合や調合、石膏型の成形などの各自の目標を設定し、作陶に関する総合的な技術の向上を目指す。
「清窯」2代目である大塚一弘のように、既に伝習生修了と同等の知識や技術があり、栃木県内で窯業に従事しようとする人は研究生として入所出来る。
月額で緒材料の費用が掛かる。

#### 技術講座
伝習生、研究生を対象として「益子焼伝統工芸士」などの「陶芸の先輩」から、陶業の技術や陶芸の感覚を学ぶ技術講座を行う。

#### 修了作品展
3月に入るとセンター内にある登り窯を用いた「登り窯焼成実習」が行われ「卒業制作」となる
。そして「陶芸メッセ・益子」内にある「益子陶芸美術館」にて「修了作品展」が開かれ、一般の人たちにも拝観される。

#### 技術研修生
上述の後継者育成課程の他にも、栃木県内で陶業を営む者、もしくはその従業員を対象として、轆轤や石膏型などに関する特定の技術の習得を目指す「技術研修生」も受け入れている
また上記の伝習生、研究生を修了した後、更に作陶の専門分野を学びたい場合にも「3年目として」研修生になり学ぶことが出来る。
受講料が掛かり、自分で学習目標を設定する。他の業務が多忙の時は受け入れることが出来ない場合もある。

### 施設、機器利用、依頼試験の受け入れ

#### 施設や機器の利用
窯業技術支援センターの施設や、作陶関連の様々な機器を操作し利用できる（有料）。卒業生や修了生が個人で所持出来ない機器を扱い釉薬などを試験研究し、自分の作陶作品を向上させるために活用する事も出来る。初めて機器を扱う場合は、各機器に応じた取り扱い研修も行う。

#### 依頼試験
窯業に関わる内容の依頼に応じた試験、窯業材料などの分析試験や物理試験、焼成試験などを行う（有料）。

### 技術相談
材料や素地や石膏型、意匠やデザインなど、窯業に関する相談を受ける。

### 研究開発
陶業業界のニーズを踏まえながら、テーマに応じた粘土や釉薬などの窯業材料の研究開発を行う。

### 講習会及び交流会
窯業に関する技術向上のための講習会や、人材交流促進のための交流会を開催する。

## 沿革

### 益子陶器伝習所
1903年（明治36年）3月、益子町に「益子焼の陶祖」大塚啓三郎の長男であり「根古屋窯」2代目・大塚忠治を初代組長として「益子陶業組合」が組織された。
この時期の日用品としての益子焼は、東京周辺のみならず海外にも販売され生産量が急増していた。そしてそれに伴い「安価で粗悪な益子焼の粗製品」が大量に生産販売されていた。この状況に危機感を募らせた益子の窯元と卸売業者は「技術を鍛えた陶工」の養成が急務であると判断し、同年4月、大塚忠治を初代所長とし、組合経営として民間組織である「益子陶器伝習所」が設立された。
大塚忠治所長は自らの窯元である「根古屋窯」の一部を借りて伝習所の教育の場とした。そして愛知県瀬戸から優秀な陶工であった馬場梅吉を教師として招聘し、1904年（明治37年）8月から1905年（明治38年）7月まで東京高等工業学校（現在の東京工業大学）を卒業し帰郷していた「新池製陶所」2代目・加藤啓三郎も教師として勤務していた。そして組合、有志、郡、県からの多額の補助を受け伝習所を運営した。
1907年（明治40年）には県、郡、町より多額の補助金を受け、伝習所で模範工場を経営するようになった。1908年（明治41年）8月には馬場が伝習所を辞め帰郷したため、伝習所技手であった大塚忠治の次男・大塚新作が教師となり規則を改正し日課を定めるなどして改めて学校組織として運営していった。
1913年（大正2年）4月、伝習所を町営に移管し、「益子町立陶器伝習所」と改称した。そして益子町城内にある大塚道之助の製造所（現在の益子焼販売店「やまに大塚」）に移転した。また同年、大塚新作が水戸へ勤めに出たため、加藤国之助が伝習所教師となった。
町営となった伝習所では1915年（大正4年）まで加藤国之助が教師となり、同年から1916年（大正6年）まで加藤啓三郎が主任教師となった。まだ窯を持っていなかった時期は焼成前の半製品を販売していたが、加藤啓三郎が主任教師であった時期に新たに組織を変更し、原料、釉薬、顔料、焼成方法の標準値を指導し、焼成した既製品を制作販売し運営費に当てられるようになった。1919年（大正6年）からは大塚盛一が教師となり、1922年（大正11年）からは大塚新作が再び教師となり、1926年（大正15年）頃には主任教師となった。
当時の伝習所では生徒は「徒弟」と呼ばれていた。入学資格は小学校卒業者であり、修業年限は三年だった。生徒たちには給与や賄い料や被服料、時には賞与も支給されていた。授業科目は原料、成形、釉薬、顔料から図案、窯詰め、焼成などの実技も入るなど多岐に渡っていた。また研究制度としての研究科も既に設けられていた。
恵まれた学習環境で、瀬戸や東京高等工業学校から持ち込まれた益子には無かった轆轤技術や釉薬の知識などを得ていった。そして卒業後の進路は大半が益子町の窯業に従事し、地元の窯業の指導者となり、「積み重ね、練り上げていった技術」を後継者たちに伝授していった。
1918年、1919年（大正7、8年）頃には大塚平八窯（旧・小峰窯跡地）へ移転したと考えられている。
1920年（大正9年）3月。英国へ行く前の若き日の濱田庄司が初めて益子を訪れた時のこと。当時、益子の城内にあった「益子町立陶器伝習所」で偶然、卒業式が行われていたのを見た。桃の花が咲き誇る中、卒業式の出席者たちがお酒を酌み交わしていた。その大らかな光景を見た濱田は「東京の近くにこんないいところがあったのか」と心を弾ませた。以前から知っていた「益子の山水土瓶」に独特な温もりを感じていた。そして実際に行ってこの目で見た益子は想像以上にゆったりとした時間が流れていた。この後、英国から帰国した時に作陶活動の場を決める時に、益子を選んだ理由の一つが「この光景」であった。

### 栃木県窯業指導所
初期は益子焼の陶工とするべく伝習生の育成を主としていたが、育成のみならず、窯業に関わる試験研究を行うことになり、1923年（大正12年）に「益子町立陶器試験所」と改称した。
1927年（昭和2年）4月より、県より専属技師が派遣されることになった。
1938年（昭和13年）には栃木県への移管が議決され、現在地に移転し設備を増設し、
1939年（昭和14年）2月10日に栃木県に移管し「栃木県窯業指導所」が設立される事が公示され、同年3月28日に開所された。そして同時期に大塚新作は退職した。

#### 戦後
1947年（昭和22年）9月2日、戦後巡幸を行っていた昭和天皇が益子を訪問し、栃木県窯業指導所を訪れた時に濱田庄司による紹介解説のもと、益子焼の伝統的な山水土瓶の陶画職人・皆川マスの絵付け実演を見学した。
この時に「益子の絵付け婆さん」の妙技に感嘆した昭和天皇は、後にマスの絵付け技術を賞賛する「御製の歌」を贈った。
この「御製の歌」は後に石碑に彫られ、窯業指導所の入り口に建立された 。

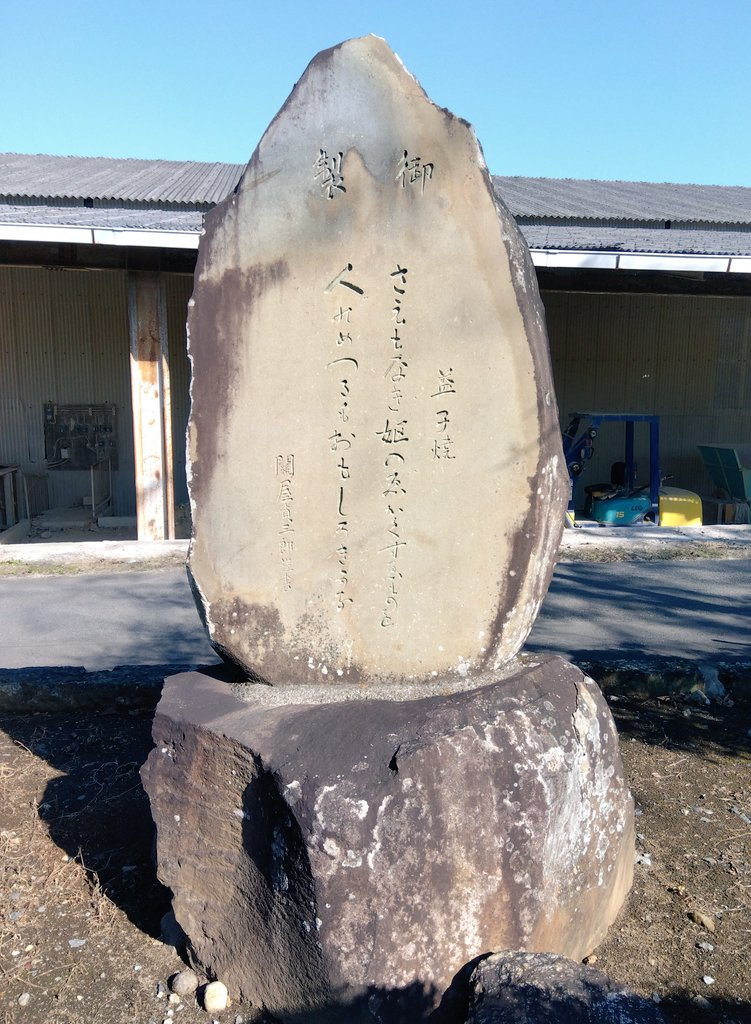
昭和天皇が皆川マスを賞賛し詠った「御製の歌」を刻んだ石碑。

1950年（昭和25年）には実験分析室が新設されるなど設備が増やされ強化された。
1969年（昭和44年）、民藝ブームの好景気に乗り益子焼の作陶を志す若者が増えてきたのを受け、実験室や窯などを新しく増設し、充分な施設に整え直し、同年4月25日、戦後初の伝習生が入所した。この時に入所したのは13名であり、男性7人、女性6人という内訳であった。大学卒業者も入所した。またこの時には益子焼の窯元で後継者であった村澤陶苑・後にその4代目となった村澤浩や、窯業指導所に技師として勤務していた吉川水城の弟である吉川心水が入所している。
平成に入った2000年前後には、家が益子焼の窯元であったり親に陶芸家を持つ窯業関係者出身者が入所することが少なくなり、代わってそれ以外の陶芸家志望者である一般からの入所者が増えてきた。

### 栃木県産業技術センター 窯業技術支援センター
2003年（平成15年）4月より「栃木県産業技術支援センター」に所属する「窯業技術支援センター」と改称された。
2018年（平成30年）4月9日にはセンター内に、センターの研究生や研修生、栃木県内の陶業従事者が使用出来る（有料）、窯業材料の加工、調整や、試作品の制作、それらの分析や評価に活用出来る多数の陶磁器関連機器が設置されている複合施設「とちぎの器交流館」が開設された。
近年は毎年、入所する伝習生は定員10人に達している。また陶芸家志望の若い女性が増えているのも特徴となっている。

## 職員及び出身者

### 職員
主に益子焼の窯元などの関係者が務める。また外部から招聘されることもあった。

#### 栃木県窯業指導所
- 島岡達三[3]

：濱田庄司の紹介により1953年（昭和28年）まで、試験室へ技師として入所。粘土や釉薬を試験研究した。
- 田村耕一[3]

：濱田庄司の紹介により1950年（昭和25年）より技官として入所した。
- 成良仁

：1974年（昭和49年）までの3年前、技師として勤務。
- 三村北土／本名 三村孝夫[47]：北土窯 三村陶苑

：1949年（昭和24年）から1970年（昭和45年）までの21年間、技官及び後継者養成指導員として勤務。
- 村田浩

：1970年（昭和45年）から約8年間、非常勤嘱託として研究職に従事。
- 吉川水城

：1966年（昭和41年）から1969年（昭和44年）までの3年間、技師として勤務。

### 出身者

#### 益子町立陶器伝習所
- 佐久間藤太郎

#### 益子町立陶器試験所
- 佐藤光城[59][60][39]：ひかり窯[59][60]
- 三村北土／三村孝夫[注釈 4]：北土窯 三村陶苑

#### 栃木県窯業指導所
- 相澤博[61]
- 阿久津忠男：創作工房あくつ
- 阿久津雅土[62]：創作工房あくつ
- 石川雅一：南窓窯
- 榎田若葉[63][64]：えのきだ窯
- 大塚一弘：清窯（研究生として入所し修了[31][32][33][34]）
- 大塚仁：（壺々炉）
- 大塚久男：根古屋窯
- 大塚雅淑：健一窯
- 大塚繭：（壺々炉）
- 郡司慶子[65]：郡司製陶所
- 郡司庸久[66][65]：郡司製陶所
- 後藤茂夫：獅子吼窯
- 後藤竜太
- 小峰一浩：小峰窯
- 佐久間藤也：佐久間藤太郎窯
- 島岡桂：島岡製陶所
- 島田恭子[67][68]：島田陶芸苑
- 薄田いと[69]：薄田窯
- 竹下鹿丸
- 廣崎裕哉：一哉窯
- 萩原芳典：萩原製陶所
- 村澤亨：村澤陶苑
- 村澤浩：村澤陶苑
- 吉川心水
- 渡辺佳春[70]
- 渡マリア

#### 窯業技術支援センター
- 阿部智也[71][72]：陽射窯
- 今井律湖[73][74]
- 井村詩帆[75][76][77]：穂生窯（新潟県燕市）

：支援センター修了後、沖縄県読谷村・読谷山焼 北窯で8年間修行の後に独立。
- 榎田智[64][63]：えのきだ窯
- 岡本沙都美：岡本ボタン／ふくしま窯（益子焼ふくしま）
- 落合重智[78][79][80]：牛窯
- 川尻琢也[81]：川尻製陶所
- 櫻井薫[50][82]
- 佐々木康弘[83]
- 四海大[49][84][80]
- 平田直人[80]
- 広瀬佳子[85][86]
- 福島晋平[87]：ふくしま窯（益子焼ふくしま）
- 堀中由美子[83]
- 中村かりん[88][89]
- 松崎麗[90][91]（石崎麗）[92][93]：（tete+gallery）[92][93][90][91]

## 参考資料
- 株式会社無尽蔵『益子の陶工　土に生きる人々の語らい』1980年12月20日。国立国会図書館サーチ：R100000002-I000001494363。
- 下野新聞社『陶源境ましこ 益子の陶工 人と作品』1984年9月27日。 NCID BN1293471X。国立国会図書館サーチ：R100000001-I11141108425239。
- 近藤京嗣『益子の陶芸家』近藤京嗣（自家出版）、1989年11月1日、222頁。 NCID BA34162878。国立国会図書館サーチ：R100000001-I09111100454281。
- 下野新聞社 編『とちぎの陶芸・益子』下野新聞社、1999年10月10日。ISBN 9784882861096。 NCID BA44906698。国立国会図書館サーチ：R100000002-I000002841202。